# Conus adustus
Conus adustus é uma espécie de gastrópode do gênero Conus, pertencente a família Conidae.